# Pocket TV
Pocket TV – brytyjski rozrywkowy serial telewizyjny.

## Historia
Premiera serialu odbyła się 3 czerwca 2009 roku na YouTube. Pocket TV został przygotowany do wyświetlania urządzeniach mobilnych i w przeglądarkach komputerowych. Odcinki serialu zostały udostępnione do pobrania za darmo na stronie internetowej obsługującej Wireless Application Protocol. Dłuższe wersje odcinków zostały udostępnione na kanale YouTube serialu. Serial był poprowadzony przez Matta Edmondsona. Pocket TV w ciągu prawie dwóch miesięcy osiągnął 2,5 miliona wyświetleń. Serial składał się między innymi z takich części jak Face Invaders i Quiz. Druga seria Pocket TV osiągnęła 8,4 miliona wyświetleń. W lipcu 2010 roku Channel 4 wykupił prawa do transmisji serialu.